# Leone Crowley
Leone Crowley (* 2. Juni 2006) ist ein irischer Snookerspieler aus Cork. Anfang 2025 gewann er die WSF Junior Championship 2025 und qualifizierte sich dadurch für die Profitour.

## Karriere
Leone Crowley war von Kindheit an einer der erfolgreichsten Nachwuchsspieler in Irland. Dabei profitierte er von einer starken Trainingsgruppe in seiner Heimatstadt Cork mit den beiden älteren Spielern Ross Bulman und Aaron Hill und dem Trainer Anthony O’Connor, der früher in Irland selbst sehr erfolgreich und in der offenen Zeit der 1990er Jahre in den Top 200 der Profitour gewesen war. Mit 10 Jahren gewann er den nationalen U12-Titel. Mit noch nicht einmal 14 Jahren stand er im Finale der U18-Meisterschaft, das er gegen Aaron Hill verlor. 2020 gab es Corona-bedingt keine Turniere, aber 2021 holte er zwei und 2022 mit 16 Jahren alle drei möglichen Jugendtitel (U16, U18, U21).
Auch international machte er früh auf sich aufmerksam und kam bei der U16-Weltmeisterschaft 2018 ins Achtel- und 2019 ins Viertelfinale. 2022 stand er im Finale der U18-Europameisterschaft, das er mit 1:4 gegen den gleichaltrigen Liam Davies verlor. Bei der WSF Championship, einem Qualifikationsturnier für die Profitour, hatte er kurz zuvor im Erwachsenenturnier die Runde der Letzten 32 erreicht. Mit Ziel Profistatus nahm er in der folgenden Saison auch an der Q Tour und der Q School teil, allerdings mit geringem Erfolg. Dafür kam er bei der WSF Junior Championship 2024 bereits bis ins Viertelfinale. Im Sommer gewann der die Under 21 UK Open mit internationaler Beteiligung. Beim Turnier 2025 zog er dann souverän ins Finale ein, wobei er im Turnier nur 6 Frames abgab. Das Endspiel gewann er mit 5:0 gegen Kaylan Patel und sicherte sich neben dem Turniersieg auch die Startberechtigung für die Profitour in den kommenden beiden Spielzeiten.

## Erfolge
Amateurturniere:
- U18-Europameisterschaft: Finalist 2022
- Under 21 UK Open: 2024
- Irischer U21-Meister: 2022, 2023 (Finale 2021)
- Irischer U18-Meister: 2021, 2022, 2024 (Finale 2019)
- Irischer U16-Meister: 2019, 2021, 2022
- Irischer U12-Meister: 2017

Qualifikationsturniere:
- WSF Junior Championship: Sieger 2025